# Asen Muradov
Asen Muradov est un haltérophile bulgare né en 1991.

## Palmarès

### Championnats d'Europe d'haltérophilie
- Championnats d'Europe d'haltérophilie 2013 à Tirana
  -  Médaille d'argent en moins de 56 kg.
- Championnats d'Europe d'haltérophilie 2012 à Antalya
  - 4e en moins de 56 kg.
- Championnats d'Europe d'haltérophilie 2010 à Minsk
  - 8e en moins de 56 kg.
- Championnats d'Europe d'haltérophilie 2009 à Bucarest
  - 14e en moins de 56 kg.